# Madeleine Astor

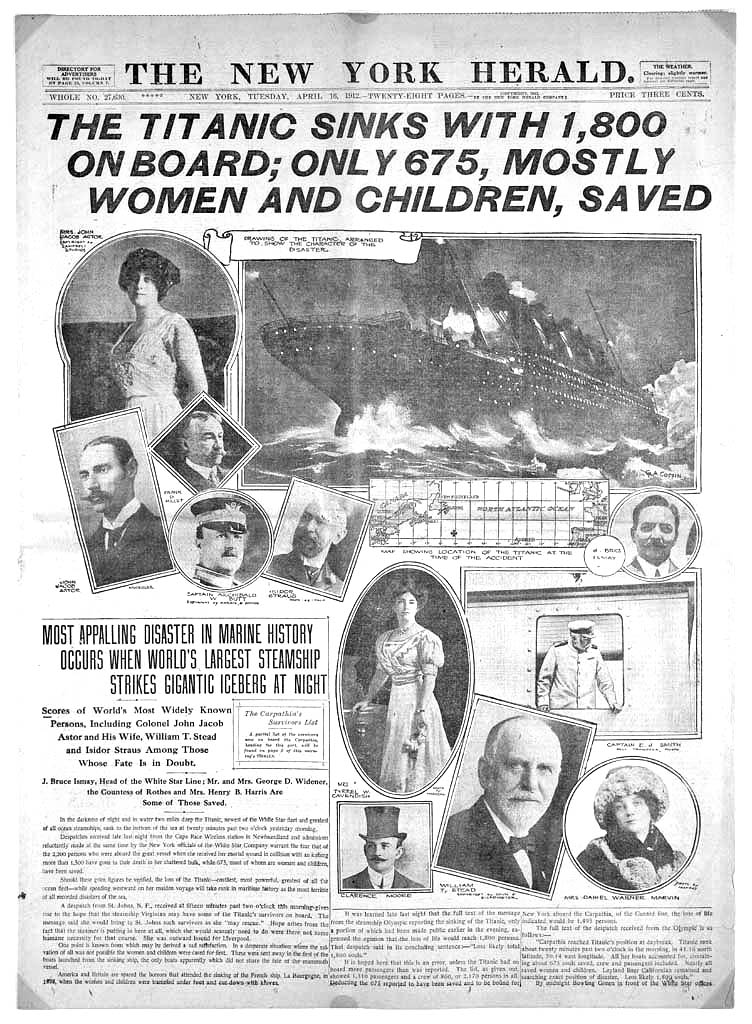
Madeleine Astor tillhörde de mer namnkunniga personerna ombord på Titanic, och på denna tidnings förstasida syns hon längst upp till vänster.

Madeleine Astor, född Madeleine Talmage Force 19 juni 1893 i Brooklyn, New York, död 27 mars 1940 i Palm Beach, Florida, var en amerikansk kvinna som under några månader var gift med multimiljonären och affärsmannen John Jacob Astor IV. Hon överlevde förlisningen av Atlantångaren RMS Titanic 1912.

## Biografi
Madeleine var dotter till en affärsman med franskt påbrå och växte upp under goda ekonomiska förhållanden. I augusti 1911 förlovade hon sig med John Jacob Astor som hon sällskapat med en tid, och i september samma år gifte de sig. Äktenskapet vållade kontrovers, Astor hade genomgått skilsmässa två år tidigare, och även åldersskillnaden spelade in. Madeleine var arton år och John 47 år. Paret blev mycket omskrivet i dåtida tidningar. De åkte på en lång bröllopsresa och korsade Atlanten med RMS Olympic. När de skulle resa hem igen bokade de biljett på RMS Titanics jungfrufärd. Vid det laget var Madeleine gravid sedan fem månader tillbaka.

## Ombord på Titanic
Paret hade med sig tjänstefolk och en hund på resan och de bodde i en av de lyxigare sviterna ombord. Natten den 14 april fick John reda på att Titanic kolliderat med ett isberg. Han väckte Madeleine och hjälpte henne ta på sig ett livbälte, även om de inte ansåg situationen vara allvarlig. Sällskapet blev kvar på fartyget ganska länge och flera livbåtar hann firas iväg medan Madeleine och John befann sig i gymnastiksalen på båtdäck. Till slut fick Madeleine, hennes hembiträde och sköterska ta plats i livbåt nummer 4. De fick krypa genom fönsterna på a-däcket för att ta sig i båten som hade varit halvt nerhissad en längre period medan befälen ägnat sig åt andra båtar. John frågade befälet, andre styrman Charles Lightoller, om han fick följa med sin fru och beskydda henne, och antydde hennes graviditet. Lightoller tillämpade strikt regeln "endast kvinnor och barn" i livbåtarna och John nekades. Överste Archibald Gracie IV som överlevde förlisningen blev vittne till denna händelse som han berättade om i amerikanska förhör.
John blev kvar på Titanic och avled i förlisningen, kroppen återfanns senare, bärgades och begravdes. Madeleine Astor lämnades nu med en stor förmögenhet genom Johns testamente. Så länge hon inte gifte om sig var hon garanterad summor på flera miljoner dollar. Sonen John Jacob Astor VI, kallad "Jakey" föddes 14 augusti 1912 och även han garanterades stora summor pengar efter fadern.
Madeleine valde dock att ge upp pengarna för att gifta om sig med en bankir 1916. Det slutade i skilsmässa 1933. Hon gifte sig en tredje gång med en italiensk skådespelare, men även detta slutade med skilsmässa 1938. Två år senare avled hon till följd av hjärtproblem, 46 år gammal. Hennes son "Jakey" kom sedan att föra bittra rättsprocesser rörande arv med sin halvbror, Astor IV:s son Vincent, som han fick i sitt tidigare äktenskap.